# Bárbara de Brandemburgo
Bárbara de Brandemburgo (em alemão:  Barbara von Hohenzolern, em italiano:  Barbara di Brandeburgo; Marca de Brandemburgo, 1423 – Mântua, 7 de novembro de 1481), foi uma nobre germânica, sobrinha-neta do imperador Sigismundo e que, pelo casamento com Luís III Gonzaga, foi marquesa de Mântua de 1444 a 1478.

## Biografia
Era a primeira filha de João de Brandemburgo, cognominado o Alquimista, herdeiro do Eleitor do Brandeburgo Frederico I de Hohenzollern, e de Bárbara de Saxónia-Witemberga. O seu pai renunciou aos direitos como primogénito na sucessão do Brandeburgo, acabando por lhe serem atribuídas as possessões dos Hohenzollern na Francónia.
Quando tinha dez anos foi decidido que casaria com Luís (na altura com 19 anos), filho herdeiro do Senhor de Mântua João Francisco Gonzaga. O casamento foi celebrado em Mântua a 12 de novembro de 1433. Esta aliança relacionava familiarmente o Imperador Sigismundo com a família Gonzaga, a quem recentemente fora atribuída a dignidade de Marquês pelo Imperador, oficializando a sucessão hereditária dos Gonzaga em Mântua.
Casada muito jovem, Bárbara foi educada na corte de Mântua com os restantes membros da família Gonzaga tornando-se uma das mulheres mais notáveis e cultas do Renascimento. Dominava quatro línguas tornando-se uma especialista de literatura. Entre os seus mestres encontrava-se o humanista Vittorino da Feltre.
Bárbara torna-se marquesa consorte de Mântua quando o seu sogro morre em 1444, mantendo o título até ficar viúva em 1478. O seu filho sucedeu a Luís III sob o nome de Frederico I.
Juntamente com a família, foi retratada por Andrea Mantegna no famoso conjunto de frescos Camera degli Sposi, no Castelo de S. Jorge (Castello di San Giorgio), em Mântua.
Estimada pelo marido, que lhe confiou a regência do Marquesado durante as suas numerosas ausências, Bárbara participou na administração do estado, tratando pessoalmente da educação dos filhos.
Fomentou as relações entre Mântua e o Império, promovendo o casamento de alguns dos filhos com príncipes alemães. Barbara é responsável por grande parte da correspondência diplomática, não só com a sua família, mas também com os Visconti, a Curia, e numerosas personalidades do Império.
Encarregou Girolamo da Cremona de concluir o missal em pergaminho que, em 1442, Gianlucido Gonzaga encomendara a Belbello da Pavia e que hoje é conhecido com o nome de Messale di Barbara  ((em português) missal de Bárbara).

## Matrimónio e descendência
Do matrimónio com Luís III nasceram catorze filhos:
1. Frederico (1438–morto na infância);
2. Madalena  (1439–morto na infância);
3. Isabel (1440-morto na infância);
4. Frederico I (Federico) (1441–1484), Marquês de Mântua;
5. Francisco (Francesco) (1444–1483), Cardeal;
6. Paula Branca  (1445–1447), morta na infância;
7. João Francisco (1446-1496), Conde de Sabbioneta e Senhor de Bozzolo;
8. Susana  (1447–1481), religiosa;
9. Doroteia (Dorotea) (1449–1467), casou com Galeácio Maria Sforza, Duque de Milão.
10. Cecília ( (1451–1472), religiosa;
11. Rodolfo (1452–1495), Senhor de Castiglione delle Stiviere, Solferino, Suzzara e Poviglio;
12. Bárbara  (1455–1503), casou com Everardo I, duque de Württemberga;
13. Luís  (1460–1511), Bispo de Mântua;
14. Paula  (1463–1497), casou com Leonardo, Conde da Gorizia.

## Literatura
Bárbara é o personagem principal do romance histórico La principessa di Mantova, da escritora Marie Ferranti.

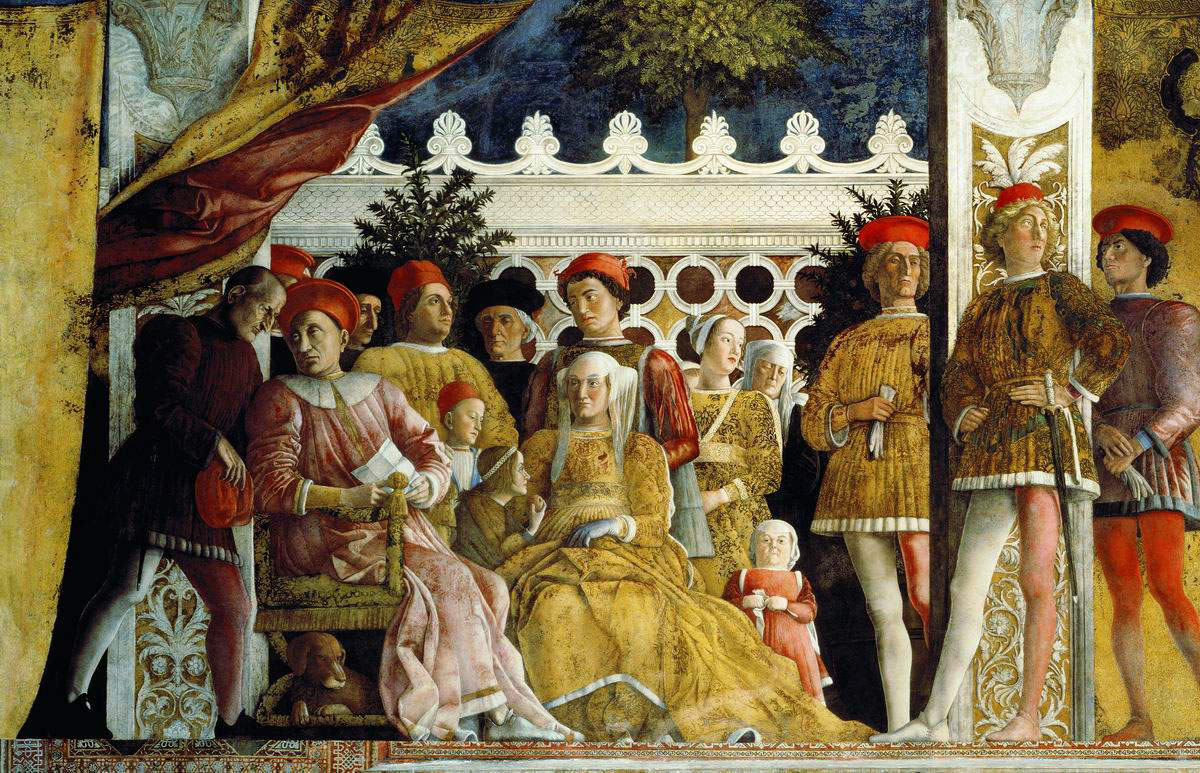
Camera degli Sposi, de Andrea Mantegna